# Clypeaster latissimus
Clypeaster latissimus is een zee-egel uit de familie Clypeasteridae.
De wetenschappelijke naam van de soort werd in 1816 gepubliceerd door Jean-Baptiste de Lamarck.